# Compsacris trepidus
Compsacris trepidus är en insektsart som beskrevs av Otte, D. och Nicholas David Jago 1979. Compsacris trepidus ingår i släktet Compsacris och familjen gräshoppor. Inga underarter finns listade i Catalogue of Life.